# الهندین
الهندین (به اسپانیایی: Alhendín) یک شهرستان در اسپانیا است. این شهر ۵۳۲۰ خانوار دارد. 